# Echinodorus
Echinodorus is de botanische naam van een geslacht van Noord- en Zuid-Amerikaanse water- en moerasplanten behorend tot de waterweegbreefamilie (Alismataceae). Ze worden submers veel gebruikt als aquariumplanten. Hiervoor worden vele soorten commercieel gekweekt, en ook steeds meer cultivars en hybriden verschijnen op de markt. Een kleine groep, waaronder de populaire kleinblijvende Echinodorus tennelus, wordt nu bij een nieuw geslacht Helianthum ingedeeld, bijvoorbeeld Helianthum tennelum en H. bolivianum.
In Nederland komt het geslacht Baldellia voor, dat vroeger ook wel tot Echinodorus werd gerekend.
Albidella · 
Alisma (Waterweegbree) · 
Baldellia · 
Burnatia · 
Caldesia · 
Damasonium · 
Echinodorus · 
Limnophyton · 
Luronium · 
Ranalisma · 
Sagittaria · 
Wiesneria